# Cyzenis jucunda
Cyzenis jucunda là một loài ruồi trong họ Tachinidae.